# 桑尼·羅林斯
桑尼·羅林斯（Theodore Walter "Sonny" Rollins，1930年9月7日—），是美國爵士樂次中音薩克斯風手。桑尼·羅林斯被廣泛認為是最重要和最有影響力的爵士音樂家之一。在他七十年的職業生涯中，他作為領導者至少錄製了七十張專輯。在他自己創作的乐曲中，《St. Thomas》，《Oleo》，《Doxy》，《Pent-Up House》以及《Airegin》成為了爵士經典曲。羅林斯被稱作“當代仍健在的最偉大的即興演奏家”。

## 早年
羅林斯出生於紐約，他的父母來自於維京群島。他是三個兄弟姐妹中最小的一個，他在哈林區中的糖山區長大，並且在他八歲時得到了他第一把中音薩克斯風。他曾於 Edward W. Stitt 初中就讀，後畢業於東哈萊姆區的本傑明·富蘭克林高中。羅林斯剛開始是鋼琴家，後來換成了中音薩克斯風，最後於1946年轉到了次中音薩克斯風。在他的高中時期，他在樂隊中的其他一些人日後亦成為了爵士樂界的傳奇，例如傑奇·麥克林, 肯尼·德魯和阿特·泰勒。

## 以後的生活以及職業生涯

### 1949年至1956年
自1947年從高中畢業之後，羅林斯開始了職業演出。他第一次錄音是在1949年初，當時他給一個博普樂的歌手巴布斯·岡薩雷斯伴奏（J. J. 強森當時是這個小組的編曲者）。在接下來的幾個月中，他開始為自己積攢聲譽，與強森，以及在鋼琴家巴德·鮑威爾的領導下，與小號手法玆·納瓦羅和鼓手羅伊·海涅斯一同進行了一些早期的“硬博普樂”的錄音工作。
在20世紀50年代早期，羅林斯因為持械搶劫被捕，他在歷克斯島上的監獄度過了十個月的時間後被假釋。在1952年，他又因為海洛因，違反了假釋條例，而再次被捕。在1951年至1953年間，他與邁爾士·戴維斯，現代爵士四重奏樂隊，查利·帕克以及塞隆尼斯·孟克一同錄音。在1954年，他的職業生涯有了重大突破，他在一個由戴維斯領導的，由霍拉斯·西維爾擔任鋼琴家的五重奏樂隊中錄製了他著名的原創曲目《Oleo》，《Airegin》和《Doxy》。